# International Software Testing Qualifications Board
International Software Testing Qualifications Board (ISTQB) – to rada certyfikacji do testowania oprogramowania, która działa na arenie międzynarodowej. ISTQB, założona została w Edynburgu w listopadzie 2002. Jest stowarzyszeniem non-profit zarejestrowanym legalnie w Belgii.
ISTQB Certyfikowany Tester to ustandaryzowana kwalifikacja dla testerów oprogramowania. Certyfikacja jest oferowana przez ISTQB. Kwalifikacje oparte są na programie nauczania, istnieje hierarchia kwalifikacji i wytycznych dotyczących akredytacji i egzaminów. ISTQB wydało ponad 673 000 certyfikatów. ISTQB składa się z 63 zarządów członkowskich na całym świecie reprezentujących 100 krajów według stanu na październik 2019.

## Portfolio produktów
Obecne portfolio produktów ISTQB to:
Poziomy, które identyfikują stopniowo rosnące cele uczenia się:
- Podstawowy (Certyfikowany Tester)
- Zaawansowany (Kierownik Testów, Analityk Testów, Techniczny Analityk Testów)
- Ekspert

Strumienie, które identyfikują klastry modułów certyfikacji:
- Rdzeń
- Zwinny
- Specjalistyczny (np. Inżynier Testów Automatycznych)

Strumienie ISTQB koncentrują się na następujących obszarach:
- Rdzeń – moduły te odpowiadają „historycznym” certyfikacjom ISTQB, a zatem omawiają tematykę testowania oprogramowania w szeroki sposób. Są ważne dla dowolnej technologii / metodologii / domeny aplikacji. Pozwalają na dobre zrozumienie idei testowania oprogramowania.
- Agile – te moduły dotyczą praktyk testowania zgodnej ze zwinnym podejściem
- Specjalistyczny – te moduły są nowe w portfolio produktów ISTQB i odnoszą się do konkretnych tematów w pionie:
  - Mogą dotyczyć określonych cech jakościowych (np. użyteczności; bezpieczeństwa; wydajności; itp.)
  - Mogą zajmować się technologiami obejmującymi określone podejścia testowe (np. testy oparte na modelu; testy mobilne itp.)
  - Mogą być również powiązane z konkretnymi czynnościami testowymi (np. automatyzacja testów; zarządzanie miernikami testów itp.)

Aktualna tabela certyfikacji:
|              | Agile                                                          | Rdzeń                                                              | Specjalistyczny |
| ------------ | -------------------------------------------------------------- | ------------------------------------------------------------------ | --- |
| Expert       |                                                                | – Zarządzanie testami – Usprawnienie procesu testowania            | |
| Zaawansowany | – Zwinny tester techniczny – Zwinne kierowanie testami w skali | – Menadżer testów – Analityk testów – Analityk technicznych testów | – Tester zabezpieczeń – Inżynier automatyzacji testów – Tester bazujący na modelu – Testy użyteczności – Tester oprogramowania dla branży motoryzacyjnej – Tester branży hazardowej – Testowanie aplikacji mobilnych – Testowanie wydajności – Testowanie akceptacyjne |
| Podstawowy   | – Zwinny tester                                                | – Certyfikowany tester [1]                                         | |

[1] – wymagane do podejścia do innych certyfikatów (w tym do podstawowego poziomu agile)

## Egzaminy
Egzamin ISTQB Poziom podstawowy i Zaawansowany składają się z testów wielokrotnego wyboru. Certyfikacja jest ważna przez całe życie (poziom podstawowy i zaawansowany) i nie wymaga się ponownej certyfikacji. Komisje testujące są odpowiedzialne za jakość i audyt egzaminu. Na całym świecie istnieją rady testowe w 100 krajach (data: październik 2019). Egzamin na poziomie podstawowym ma charakter teoretyczny i wymaga znajomości tworzenia oprogramowania – zwłaszcza w zakresie testowania oprogramowania. Zaleca się przygotowanie do certyfikacji u dostawcy szkoleniowego. Różne egzaminy na poziomie zaawansowanym są bardziej praktyczne i wymagają głębszej wiedzy w specjalnych obszarach. Test Manager zajmuje się planowaniem i kontrolą testowania i szeroko rozumianego zarządzania jakością oprogramowania. Analityk testów skupia się bardziej na przeglądach i metodach testowania czarnej skrzynki. Techniczny analityk testów obejmuje testy komponentów, wymagające wiedzy na temat testowania białych skrzynek i niefunkcjonalnych metod testowania – ta sekcja zawiera również narzędzia testowe.

## Akredytowani dostawcy szkoleń
ISTQB zaleca uczestnictwo w kursach przygotowawczych do egzaminów oferowanych przez akredytowanych dostawców szkoleń ISTQB. W Polsce oficjalne kursy ISTQB oferuje wielu dostawców.